# 76 Freia
Freia (asteroide 76) é um asteroide da cintura principal com um diâmetro de 183,66 quilómetros, a 2,8599873 UA. Possui uma excentricidade de 0,1631449 e um período orbital de 2 307,63 dias (6,32 anos).
Freia tem uma velocidade orbital média de 16,1114952 km/s e uma inclinação de 2,11614º.
Este asteroide foi descoberto em 21 de Outubro de 1862 por Heinrich d'Arrest. Seu nome vem do personagem da mitologia nórdica Freia.